# Lineo Mochesane
Lineo Mochesane (sinh ngày 29 Tháng Bảy năm 1984) là một nữ vận động viên taekwondo người Lesotho.
Cô đã giành được huy chương vàng quốc tế đầu tiên của mình trong bộ phận tài chính của phụ nữ (-47 kg) tại Đại hội Thể thao toàn châu Phi 2003.
Mochesan là người mang cờ cho Lesentine trong Lễ khai mạc Thế vận hội Mùa hè 2004. Cô đã tham gia hạng cân 49 kg nữ trong giải đấu taekwondo tại Thế vận hội nhưng đã thua ở vòng đầu tiên trước Nevena Lukic của Áo.
Sau Thế vận hội, Mochesan đã hạn chế thành công. Năm 2006, cô giành HCB ở hạng cân nữ tại Giải vô địch Taekwondo quân sự thế giới ở Seoul, Hàn Quốc.